# Темниковская крепость
Темниковская крепость — исторические укрепления Темникова в Республике Мордовии.

## История
Темников, старейший город Мордовии, был основан зимой 1534—1535 годов в правление Елены Глинской в Мещерской земле для защиты от набегов казанских татар. Его первоначальное место на левом берегу реки Мокши в селе Старый Город оказалось не очень удачным и уже в 1536 году крепость перенесли на другое место, на правый берег Мокши на несколько вёрст выше старого. Значительную часть его населения в первые десятилетия составляли служилые инородцы — татары, мордва и мещёра. В 1578 году Темников, являвшийся значимым военно–стратегическим центром в крае, вошёл в новую засечную черту, протянувшуюся от него через Алатырь до Тетюшей. Темниковская засека начиналась от Кадомского леса и смыкалась с Пузской засекой. Темников и его уезд неоднократно подвергались набегам крымских татар и ногайцев, а именно в 1580, 1611, 1627, 1643 и 1645 годах. В 1667 году Темников был опустошён пожаром, который был настролько крупным, что впоследствии стоял вопрос о переносе центра города на Дербышевскую или на Исинк-Ивскую горы, что, однако, не было осуществлено. Во время Разинского восстания Темников был взят без боя атаманом Максимом Осиповым. Воевода Василий Челищев едва успел бежать. На время Темников стал значимым опорным пунктом восстания, в котором образовались и базировались несколько крупных отрядов. Таковым он оставался около двух месяцев, однако после победы царских войск в битве под селом Веденяпино близ Темникова восставшие спешно покинули город, а затем сдались и выдали местных предводителей восстания, в том числе Алёну Арзамасскую. Повреждённая в пожаре 1667 года крепость более на восстанавливалась. В описи 1703 года сказано, что от кремля уцелело лишь полторы стены городовых да въездная воротная башня. Тем не менее, остатки Темниковского кремля ещё стояли в 1731 году, а его территория продолжала использоваться для административных построек. Позднее на территории кремля было устроено кладбище, которое сохранилось до наших дней.

## Описание
Темниковская крепость стояла на высоком холме, выступавшем в долину Мокши. По всему периметру её окружала густая лесная чаща, с трёх сторон она на некотором удалении была ограждена естественными препятствиями — крутыми обрывистыми берегами излучины реки Мокши, с четвёртой — насыпными валами и дубовыми крепостными стенами. Согласно Писцовой книге 1614 года, крепость состояла из двух частей. Первой из них был небольшой деревянный кремль, в котором находились разного рода казённые постройки и соборная церковь Св. Николая Чудотворца. Будучи рубленым городом, он представлял собой неправильный четырёхугольник и имел периметр стен лишь 354 м с площадью 0,7 га. Башен в нём было не менее пяти: проездная и четыре угловых. Второй линией укреплений был примыкавший к кремлю острог, в котором располагалась основная жилая застройка, а также две церкви — Успенская и Спасо-Преображенская. Последняя впоследствии переняла функции соборного храма. В крепости имелось не менее двух ворот. Земляные валы и рвы Темниковского кремля частично сохранились до наших дней и служат естественной оградой находящегося на его территории кладбища.